# Gut Altenkamp

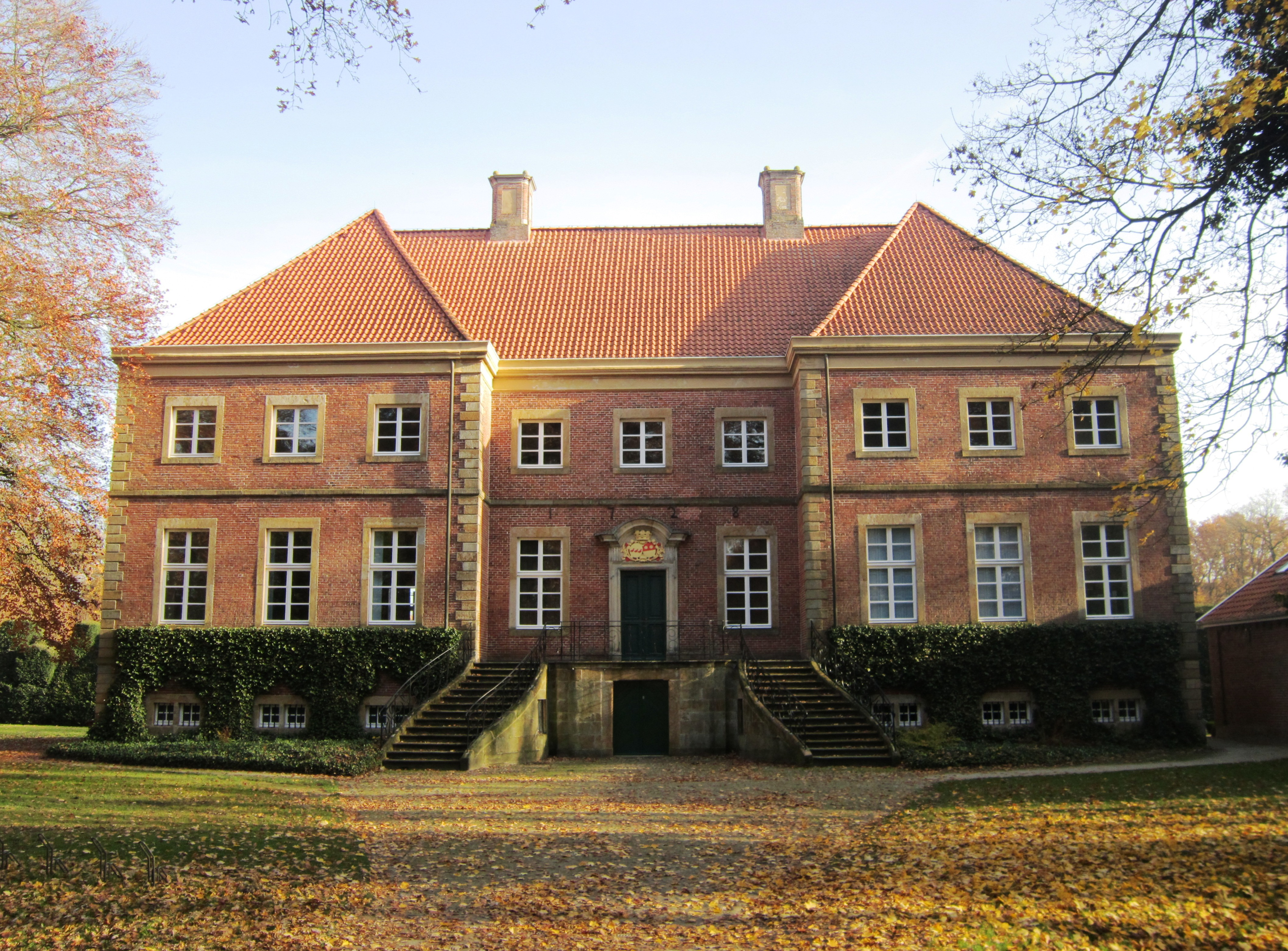
Haus Altenkamp – Frontseite

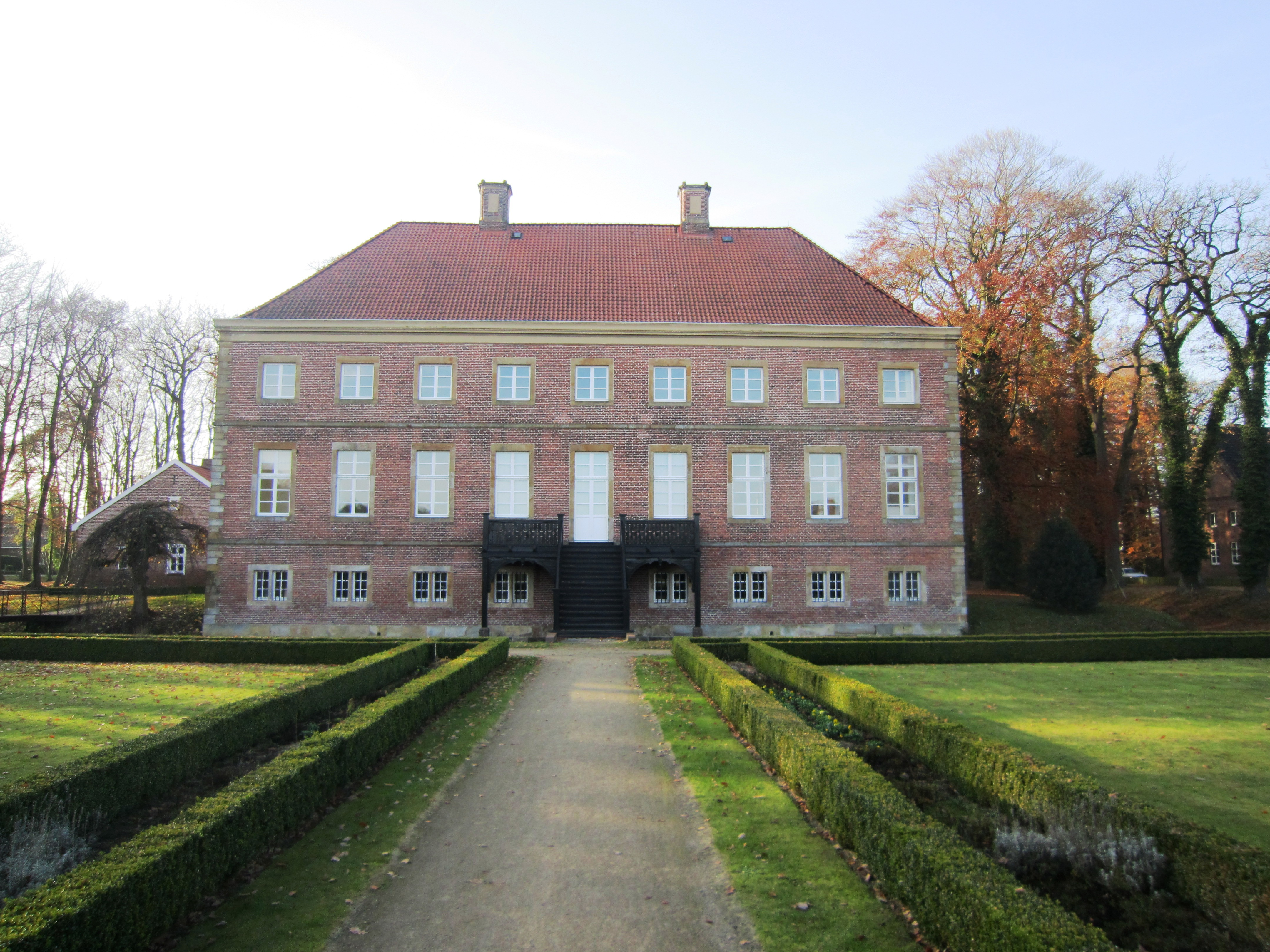
Haus Altenkamp – Parkseite

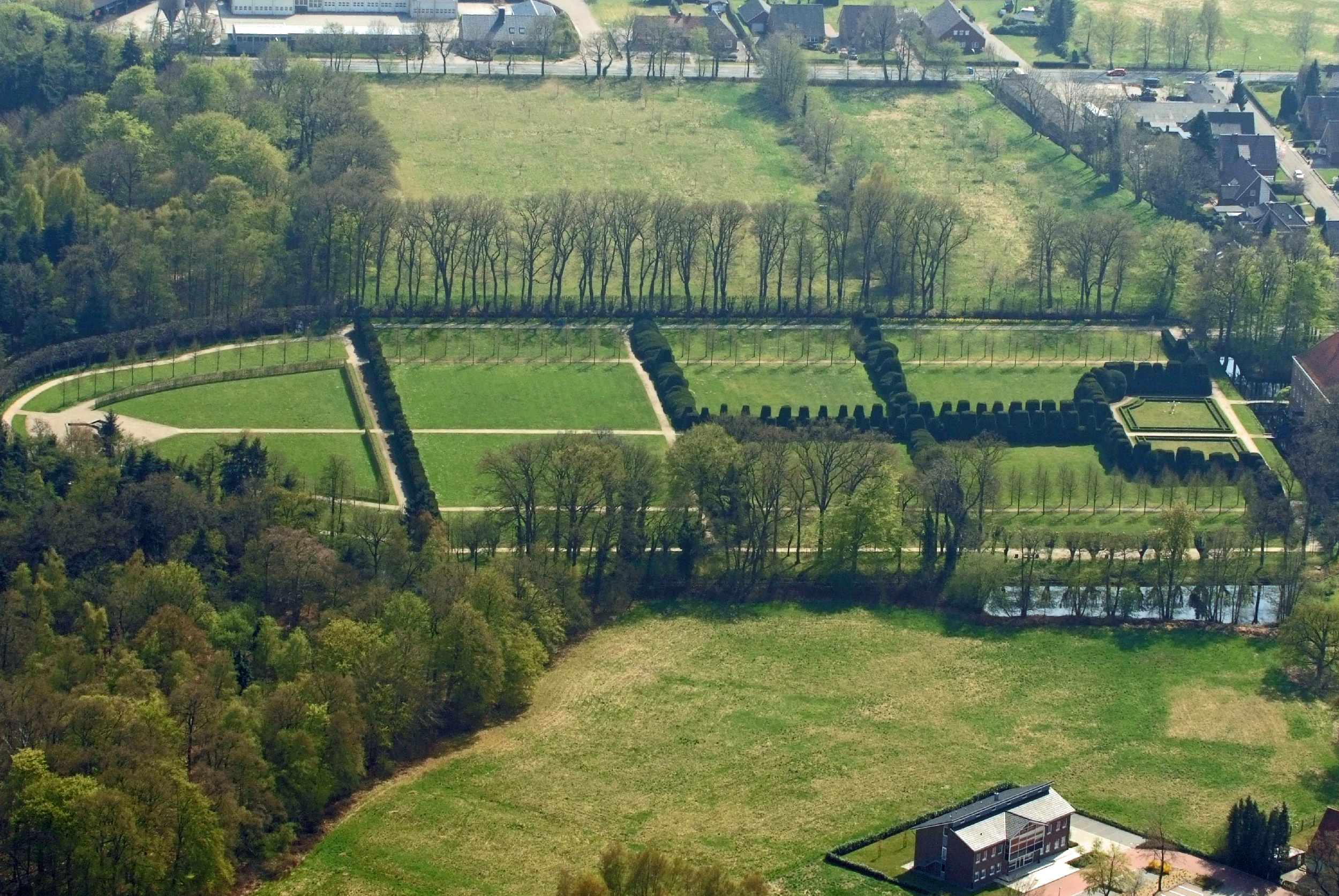
Gartenanlage aus der Luft (2013)

Gut Altenkamp ist ein ehemaliger Gutshof in Papenburg.
Das Haus Altenkamp wird als Burgmannensitz eines dort ansässigen Zweigs der Herren von Düthe erstmals 1394 erwähnt, als diese Haus Tunxdorf erwarben. 1601 starb der Zweig der Herren von Dünthe-Altenkamp aus und die Burg ging an die Linie von Düthe-Fresenburg. 1687 starb auch diese Linie aus und deren Besitztümer ging an den damaligen Schwiegersohn Johann Caspar von der Ruhr. Dessen Tod 1687 bedeutete das Ende der gemeinsamen Geschichte der Häuser Altenkamp und Tunxdorf, denn bei der Aufteilung des Besitzes unter den Söhnen Johann Caspar und Gerhard Tieman von der Ruhr fiel Altenkamp an Gerhard Tiemann. Aus finanziellen Gründen verkaufte dieser Altenkamp 1723 an den Drosten des Emslandes, Hermann Anton von Velen.
Dieser ließ das mit einer Gräfte umgebene Haus Altenkamp und den Park am Anfang des 18. Jahrhunderts von dem Architekten Peter Pictorius dem Jüngeren entwerfen. Das Allianzwappen von Hermann Anton von Velen mit seiner ersten Frau Anna Dorothea von Ascheberg zu Botzlar befindet sich über dem Portal. Die Erbtochter Anna Theresa von Velen heiratete 1756 Clemens August von Landsberg, Besitzer von Schloss Wocklum. Graf Ignaz von Landsberg-Velen und Gemen verkaufte das Gut 1856 an den Verwalter Georg Behnes. Für vier Generationen war das Gut dann im Besitz der Familie Behnes, die zahlreiche Juristen, Amtmänner oder Landräte im Emsland stellte, darunter Clemens August Behnes und sein Sohn Georg Behnes und in ihrem Haus eine umfangreiche Bibliothek und ein großes Archiv aufbaute, das inzwischen im Niedersächsischen Staatsarchiv – Standort Osnabrück der Allgemeinheit zugänglich ist.
Zu dem Grundstück, das 1981 von der Stadt gekauft wurde, gehören barocke Gartenanlagen. In den Räumlichkeiten des ehemaligen Gutshauses werden jährlich Ausstellungen der Stiftung Preußischer Kulturbesitz zu kunst- und kulturhistorischen Themen präsentiert. Außerdem finden in den Gartenanlagen Konzerte und öffentliche Veranstaltungen statt, die durch den Kulturkreis Papenburg organisiert werden.